# 1994年リレハンメルオリンピックのドイツ選手団
1994年リレハンメルオリンピックのドイツ選手団（1994ねんリレハンメルオリンピックのドイツせんしゅだん）は、1994年2月12日から2月27日まで、ノルウェーのオップラン県リレハンメルで開催された1994年リレハンメルオリンピックのドイツ選手団、およびその競技結果。

## 概要
今大会は金メダル9個、銀メダル7個、銅メダル8個の合計24個のメダルを獲得した。
スキージャンプでは、イェンス・バイスフロクが男子ラージヒルで金メダルを獲得した。バイスフロクは東ドイツ時代に1984年サラエボオリンピックの男子70m級で金メダル、90m級で銀メダルを獲得して以来10年ぶりのメダルが金メダルとなった。

## メダル
| メダル | 選手名 | 競技             | 種目               |
| ------ | --- | ---------------- | ------------------ |
| 金     | マルクス・ヴァスマイヤー                                                                                     | アルペンスキー   | 男子大回転         |
| 金     | マルクス・ヴァスマイヤー                                                                                     | アルペンスキー   | 男子スーパー大回転 |
| 金     | カーチャ・ザイツィンガー                                                                                     | アルペンスキー   | 女子滑降           |
| 金     | イェンス・バイスフロク                                                                                       | スキージャンプ   | 男子ラージヒル     |
| 金     | ハンスイェルク・イエックレ クリストフ・ドゥッフナー ディーター・トーマ イェンス・バイスフロク                | スキージャンプ   | 男子ラージヒル団体 |
| 金     | クラウディア・ペヒシュタイン                                                                                 | スピードスケート | 女子5000m          |
| 金     | リッコ・グロス フランク・ルック マーク・キルヒナー スヴェン・フィッシャー                                    | バイアスロン     | 男子4×7.5kmリレー  |
| 金     | ハラルト・シューダイ カルステン・ブラナッシュ オラフ・ハンペル アレクサンダー・ゼーリッヒ                    | ボブスレー       | 男子4人乗り        |
| 金     | ゲオルク・ハックル                                                                                           | リュージュ       | 男子4人乗り        |
| 銀     | マルティナ・エルトゥル                                                                                       | アルペンスキー   | 女子大回転         |
| 銀     | アンケ・バイアー                                                                                             | スピードスケート | 女子1000m          |
| 銀     | グンダ・ニーマン                                                                                             | スピードスケート | 女子5000m          |
| 銀     | リッコ・グロス                                                                                               | バイアスロン     | 男子10kmスプリント |
| 銀     | フランク・ルック                                                                                             | バイアスロン     | 男子20km           |
| 銀     | ウルスラ・ディスル アンティエ・ミゼールスキー=ハーヴェイ ジモーネ・ゲライナー=ペーター=メム ペトラ・シャーフ | バイアスロン     | 女子4×7.5kmリレー  |
| 銀     | スジ＝リサ・エルドマン                                                                                       | リュージュ       | 女子1人乗り        |
| 銅     | ディーター・トーマ                                                                                           | スキージャンプ   | 男子ノーマルヒル   |
| 銅     | フランチスカ・シェンク                                                                                       | スピードスケート | 女子500m           |
| 銅     | グンダ・ニーマン                                                                                             | スピードスケート | 女子1500m          |
| 銅     | クラウディア・ペヒシュタイン                                                                                 | スピードスケート | 女子3000m          |
| 銅     | スヴェン・フィッシャー                                                                                       | バイアスロン     | 男子20km           |
| 銅     | ウルスラ・ディスル                                                                                           | バイアスロン     | 女子15km           |
| 銅     | ヴォルフガング・ホッペ ウルフ・ヒールシャー レネ・ハンネマン カルステン・エンバッハ                          | ボブスレー       | 男子4人乗り        |
| 銅     | シュテファン・クラウゼ ヤン・ベーレント                                                                      | リュージュ       | 男子2人乗り        |